# Pour le plaisir (chanson)
Pour les articles homonymes, voir Pour le plaisir (homonymie).
Singles de Herbert Léonard
Je suis Dieu dans mon église
(1977) Mon pas dans la ville
(1981)
Clip vidéo
[vidéo] « Pour le plaisir », sur YouTube
Pour le plaisir est une chanson du chanteur français Herbert Léonard, parue sur son album studio éponyme. Elle est sortie en tant que premier single de l'album en avril 1981 sur la label Polydor. Elle est écrite par Claude Carmone et Vline Buggy, sur une musique de Julien Lepers.
La chanson se classe en tête des ventes en 1981 et s'écoule à plus de 2 millions d'exemplaires. Elle est certifiée disque de platine par le Syndicat national de l'édition phonographique et marque le retour du chanteur. Pour le plaisir est le plus grand succès de la carrière et une chanson phare d'Herbert Léonard.

## Contexte et sortie
En été 1977, à Cannes, Julien Lepers rencontre Vline Buggy par l'intermédiaire de Claude François. Ils décident de travailler ensemble et d'écrire une chanson. Vline Buggy pense à Herbert Léonard pour interpréter la chanson. Celui-ci fait alors une pause dans sa carrière de chanteur, afin de se consacrer au journalisme aéronautique. Arlette Tabart complète le trio d'écriture, sous son pseudonyme Claude Carmone. Le titre de cette chanson est issu d'une émission de France Inter intitulée Pour le plaisir. Des directeurs de maisons de disques, ne croyant pas au succès de la chanson après en avoir écouté la maquette, Vline Buggy décide de produire elle-même le disque et confie la distribution à Polydor. La sortie du disque a lieu en avril 1981, Pour le plaisir devient le tube de l'été 1981 et marque le retour d'Herbert Léonard dans le paysage musical,. Le clip vidéo accompagnant la chanson est tourné place de la Concorde à Paris, à proximité des fontaines de la Concorde et de l'obélisque de Louxor, lesquels sont également visibles dans le clip.
À la suite du succès, Herbert Léonard enregistre la chanson en allemand, en espagnol et en italien, respectivement sous les titres Einfach nur so, Puro placer et Mi piaci tu,.

## Accueil commercial
En France, Pour le plaisir atteint la première place des ventes de 1981 et des hit-parades des trois radios périphériques Europe 1, RMC et RTL. Vendu à plus de 2 000 000 exemplaires, le single est certifié disque de platine par le Syndicat national de l'édition phonographique. Le titre est le deuxième 45 tours le plus vendu de l'année 1981 en France.
Aux Pays-Bas, le single entre dans le Tipparade, classement d'extension du Nederlandse Top 40, le 29 août 1981 et atteint la 23e place après trois semaines de présence.

## Liste des titres
| A. | Pour le plaisir | Vline Buggy, Claude Carmone | Julien Lepers | 3:45 |
| B. | Petite Nathalie | V. Buggy                    | J. Lepers     | 4:33 |

| A. | Pour le plaisir | V. Buggy, C. Carmone | J. Lepers | 3:45 |
| B. | Suzie m'attend  | V. Buggy             | J. Lepers | 3:06 |

## Crédits
Musiciens
| - Herbert Léonard – chant - Claude Carmone – paroles - Vline Buggy – paroles, production - Julien Lepers – musique, piano - Pierre Gossez, Michel Gaucher – saxophone - Guy Lacroix, Roland Lucot – guitare basse | - Pierre Dutour – bugle - Pierre-Alain Dahan – batterie - Jean-François Leroux – percussions - Hamid Belhocine – trombone - Antoine Russo, Eric Giausserand – trompette - Pascale Richard, Chantal Richard – chœurs |

Production
- Bernard Estardy – ingénieur du son, arrangements, enregistrement
- Christian Chevallier – orchestre
- Françoise Dulcitols – photographie

Enregistré au studio CBE,.

## Classements et certifications
| Classement (1981)                | Meilleure position |
| -------------------------------- | ------------------ |
| Europe (Europarade)              | 21                 |
| France (IFOP)                    | 1                  |
| Pays-Bas (Nederlandse Tipparade) | 22                 |

| Classement (1981) | Position |
| ----------------- | -------- |
| France (SNEPA)    | 2        |

### Certification
| Pays                                                             | Certification | Ventes certifiées |
| ---------------------------------------------------------------- | ------------- | ----------------- |
| France (SNEP)                                                    | Platine       | 1 000 000*        |
| *Ventes selon la certification xNon précisé par la certification |               |                   |

## Historique de sortie
| Pays                 | Date | Format    | Label                |
| -------------------- | ---- | --------- | -------------------- |
| France               | 1981 | 45 tours  | Polydor              |
| Allemagne de l'Ouest | 1981 | 45 tours  | Polydor              |
| Belgique             | 1981 | 45 tours  | Polydor              |
| Canada               | 1981 | 45 tours  | Boitadisc            |
| Espagne              | 1981 | 45 tours  | Polydor              |
| Italie               | 1981 | 45 tours  | Durium Marche Estere |
| Portugal             | 1981 | 45 tours  | Polydor              |
| France               | 1999 | CD single | Versailles           |

## Reprises et adaptations
Pour le plaisir a notamment été repris ou adapté par :
- Caravelli[14], Paul Mauriat[15] et Jean-Claude Petit[16], qui enregistrent la chanson respectivement en 1981 dans une version instrumentale ;
- le chanteur belge Jimmy Frey (nl) en 1982, dans une adaptation en néerlandais sous le titre Met wat geluk[17] ;
- Gilbert Montagné en 1996, parue sur la compilation Les plus belles chansons françaises - 1981[18].